# Lutovo
Lutovo (en serbe cyrillique : Лутово) est un village de l'est du Monténégro, dans la municipalité de Podgorica.

## Démographie

### Évolution historique de la population
| 1948 | 1953 | 1961 | 1971 | 1981 | 1991 | 2003 |
| ---- | ---- | ---- | ---- | ---- | ---- | ---- |
| 124  | 126  | 99   | 66   | 39   | 14   | 7    |